# 静脈内区域麻酔
静脈内区域麻酔（じょうみゃくないくいきますい、英: intravenous regional anesthesia: IVRA）またはBier（ビーア）ブロックは、局所麻酔薬を静脈内に注入し、標的部位の循環を遮断する四肢の麻酔法である。この技術は、通常、四肢から体幹に向けて血液を強制的に排出する標的領域の駆血後、続いて血流を安全に停止するために空気圧ターニケットを使用する。麻酔薬は静脈から四肢に注入され、ターニケットが目的の領域内に麻酔薬を保持している間に、周囲の組織に拡散させる。
日本語名称は日本麻酔科学会用語集第五版では、静脈内区域麻酔とされるが、他に静脈内局所麻酔(法)、局所静脈内麻酔(法)などとも呼ばれる。

## 歴史

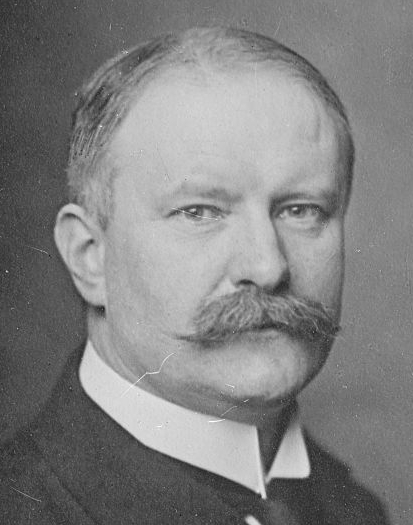
アウグスト・ビーア

止血帯と注射による局所麻酔は、1908年にアウグスト・ビーアによって初めて紹介された。彼はエスマルヒ駆血帯を使用して腕を駆血し、2つの止血帯の間にプロカインを注射して、その部位に麻酔効果と鎮痛効果を急速にもたらした。効果的であることが証明されたものの、C.McK. ホームズが1963年に再導入するまでは一般的では無かった。今日、この手技は、経済性、迅速な回復、信頼性、簡便性から一般的になっている。

## 方法
プロトコルは、地域の標準的な手順と手術対象の四肢によって異なる。一般的な手技は、ビーアが行ったように弾性包帯(エスマルヒ駆血帯)を使用して四肢を駆血することから始め、血液を心臓に向かって近位に絞り出す。次に、空気圧ターニケットを四肢に装着し、動脈圧より30mmHg高く膨張させてすべての血管を閉塞し、次に弾性包帯を除去する。高用量の局所麻酔薬、通常はアドレナリンを含まないリドカインまたはプリロカインを、駆血した四肢のできるだけ遠位にゆっくりと注入する。静脈は麻酔薬で満たされ、約6～8分後に麻酔薬が局所組織に浸透する。その後、その領域の手術、または整復を開始する。この時点で、患部が活発な血流から隔離されていることが重要である。鎮痛効果は、使用する麻酔薬の投与量と種類にもよるが、最大2時間持続する。低血圧、痙攣、不整脈、死に至る可能性のある血液中の麻酔薬の過剰摂取を避けるためには、待機時間と患部の血流遮断が重要である。ブピバカインやエチドカインなどの心毒性のある局所麻酔薬は、厳禁である。

## 安全性
IVRAの安全性と有効性は、臨床文献で十分に確立されている。ただし、ブピバカインやエチドカインなどの心毒性のある局所麻酔薬は禁忌である。IVRAを遠位肢、特に前腕に適用する場合は、患者に止血帯使用の禁忌がある場合（例えば、低酸素分圧による大量溶血や血流制限による溶血クリーゼのリスクがある鎌状赤血球症など）を除き、処置時間を短くする（最長2時間）ことが望ましい。IVRAに関連する合併症のシステマティックレビューでは、1964年から2005年の間に64例が報告されており、他の手技と比較して良好な結果が得られている。IVRAに関連する合併症の多くは、麻酔薬の種類、機器の不適切な使用や選択、技術的なミスが大きな要因となっている。現在では、患者の安全性を向上させるために、様々な安全対策がとられている。

### 装置
麻酔科医や外科医からの報告では、機器の適切な選択、検査、メンテナンスが重要な安全対策として挙げられている。最も安全な止血帯装置には、各チャネルの独立した四肢閉塞圧力測定などのIVRA固有の機能や、ヒューマンエラーを減らす専用の安全ロックアウトと組み合わせた二連式止血帯カフが必要である。さらに、IVRAプロトコルには、手術前に、手動または自動にかかわらず、機器の定期的な予防保守および性能テストの手順を含める必要がある。

### 補助薬
補助薬は、麻酔作用を促進し、副作用を最小限に抑えることにより、IVRAの安全性を向上させる。たとえば、ベンゾジアゼピンとフェンタニルは、痙攣発作を予防するために、神経ブロックを改善するために、それぞれ追加されることがよくある。

### 使用時の安全対策
標準化された実践への順守を含む改善されたプロトコルも、合併症の可能性と影響を改善するのに役立つ。例えば、四肢保護パッドと密着可能な止血帯を適用することで、組織の損傷を防ぎ、過度ではなく十分なターニケット圧力により、麻酔薬を四肢内に確実に留まらせることができる。速すぎるカフの開放やカフの膨張不足を避けるように注意する必要がある。万一、合併症が発生した場合には、常に生体情報モニタを装着しておき、蘇生薬や蘇生器具をすぐに使用できるようにしておくと、迅速な対応が可能になる。